# Burden, Kansas
Burden là một thành phố thuộc quận Cowley, tiểu bang Kansas, Hoa Kỳ. Năm 2010, dân số của xã này là 535 người.

## Dân số
Dân số các năm:
- Năm 2000: 564 người
- Năm 2010: 535 người